# 地鳴鼠屬
地鳴鼠屬（Geoxus valdivianus），哺乳綱、囓齒目、倉鼠科的一屬，而與地鳴鼠屬（地鳴鼠）同科的動物尚有南美灘鼠屬（灰黃灘鼠）、鹿鼠屬（基考鹿鼠）、寂鼠屬（寂鼠）、巴塔戈尼亞灰鼠屬（掘土灰鼠）等之數種哺乳動物。